# كاسارخوس
كاسارخوس هي بلدية تقع في مقاطعة سوريا، في منطقة قشتالة وليون، في إسبانيا. وفقا للمعهد الوطني للإحصائيات يبلغ عدد سكانها 256 نسمة وذلك حسب إحصاء السكان سنة 2004. تبلغ مساحتها 28 كم².